# Campuchia hiện đại
== Campuchia từ 1989 tới nay ==
Campuchia rơi vào một cuộc nội chiến trong thập niên 1980. Các nỗ lực khôi phục hoà bình diễn ra sôi động trong thời gian 1989 và 1991 với hai hội nghị quốc tế ở Paris, và một phái đoàn gìn giữ hoà bình Liên Hợp Quốc giúp đỡ duy trì ngừng bắn.
Cuộc bầu cử do Liên Hợp Quốc tổ chức năm 1993 đã khôi phục tình trạng hoà bình và hạn chế nhanh chóng quy mô của Khmer đỏ vào giữa thập niên 1990. Norodom Sihanouk lại được lập làm vua. Một chính phủ liên hiệp, được lập ra sau cuộc tuyển cử toàn quốc năm 1993, mang lại tình trạng ổn định chính trị. Norodom Ranariddh làm Thái Tử, thủ tướng, nắm quyền.
Đảng Nhân dân Campuchia dần dần dẹp yên Khmer đỏ và thanh trừng các thành phần Hoàng Gia chống đối. Các lực lượng Khmer đỏ cuối cùng phải đầu hàng năm 1998. Norodom Ranariddh bị phế trất sau những âm mưu ám sát Hun Sen năm 1997. Hoàng thân Norodom Sihamoni được vua cha truyền ngôi, Norodom Sihanouk ở lại Bắc Kinh và Bình Nhưỡng.
Campuchia xây dựng quân hệ thân thiện với nhiều nước trên thế giới, gia nhập WTO. Đối nội, Đảng Nhân dân Campuchia củng cố quyền lực nhà nước, phát triển kinh tế từng bước.